# Сады и парк Версаля
Сады и парк Версаля (фр. Parc de Versailles) — архитектурно-ландшафтный комплекс, располагающийся на территории прежних Королевских владений в Версале, является частью Дворцово-паркового ансамбля Версаля. Расположенные к западу от дворца, сады занимают 900 гектаров площади, большая часть которой благоустроена в классическом стиле регулярного французского парка, который здесь был доведён до совершенства знаменитым ландшафтным архитектором Андре Ленотром. По состоянию на 2010 год на территории дворцово-паркового ансамбля произрастало 350 000 деревьев. В период расцвета эпохи правления Людовика XIV, дворцовые парки охватывали площадь 8300 гектаров, по всему периметру они были окружены оградой, в которой было устроено 22 роскошных проезда. В наше время сады окружены поясом лесистой местности, которая на востоке граничит с жилыми кварталами города Версаль, на северо-востоке с муниципалитетом Ле-Шене, на севере примыкает национальный Дендрарий Шеврёлу, на западе — Версальская равнина (охраняемый заказник), а на юге — леса Сатори.
Сады имеют статус юридического лица публичного права и работают под эгидой Министерства культуры Франции; при этом сады являются частью Национального достояния Версаль и Трианон и одним из самых посещаемых туристических объектов Франции, принимая в год свыше 6 миллионов посетителей.
Помимо тщательно подстриженных газонов и лужаек, скульптур и партеров цветов, по всей территории садов расположены фонтаны, которые обеспечивают уникальность садов Версаля. Фонтаны датируются эпохой Людовика XIV. Их работу обеспечивает гидросистема, которая была установлена ещё в дореволюционной Франции. Ежегодно с конца весны по начало осени каждые выходные устраиваются грандиозные представления — Grandes Eaux или Праздник фонтанов — во время которых все фонтаны в парке работают в полную силу.
В 1979 году сады, вместе с дворцом, были внесены в Список Всемирного наследия ЮНЕСКО, наряду с другими 31 объектами Франции.

## Планировочная схема

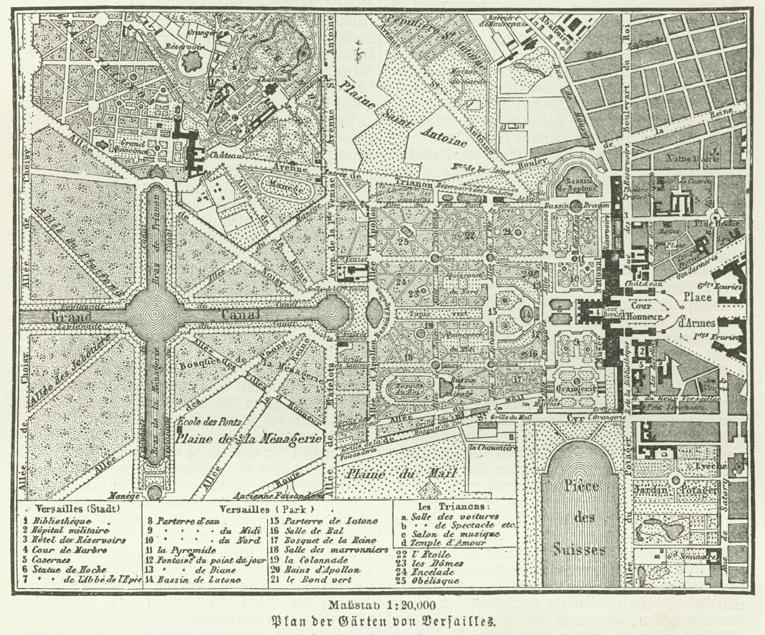
План садов Версаля. Составлен в 1746 году аббатом Жаном Делагривом, географом Парижа.

## Время правления Людовика XIII
Первые сады были разбиты здесь при Людовике XIII. После того как в 1632 году Людовик XIII окончательно выкупил эти угодья у Жан-Франсуа де Гонди и в 1630-х годах принял на себя феодальную роль в Версале, к западу от шато был устроен регулярный сад. В том же 1632 году перед окнами небольшого шато высадили 6 квадратов вечнозелёного самшита и устроили террасу и лестницу, ведущую к партеру с круглым бассейном. В западном направлении вдоль центральной оси парка была проложена длинная аллея, окаймлённая живой изгородью. Она вела к самой большой водной глади парка, которая впоследствии станет Бассейном Аполлона. С этого времени в садах был создан знаменитый королевский панорамный вид. Эта ранняя планировка, которая дошла до наших дней на так называемом плане Дю Бус 1662 года, показывает установленный рельеф местности, на которой развивались аллеи сада. Планировка сада уже была чётко привязана к осям север — юг и восток — запад. По архивным записям видно, что сады, проектированные в те времена Клодом Молле и Иларием Массоном, существовали без особенных изменений вплоть до их расширения, заказанного Людовиком XIV в 1660-х годах.

## Время правления Людовика XIV
В 1661 году после ареста королевского суперинтенданта финансов Николя Фуке, Людовик XIV стал уделять Версалю больше внимания. Силами приближённых к Фуке — архитектора Луи Лево, художника Шарля Лебрена и ландшафтного архитектора Андре Ленотра — Людовик начал реализацию проектов, направленных на расширение и украшение Версаля, и эти проекты заняли всё оставшееся время его эпохи правления.
Начиная с этого времени, расширения садов и расширения дворца в Версале следовали друг за другом. Конечно же, строительные кампании Людовика XIV распространялись также и на сады..
Первая строительная кампания

В 1662 году была выполнена незначительная реконструкция замка; основные усилия и средства были направлены на развитие садов и парка. За год до этого, в 1661 году, Ленотр начал представлять королю свои проекты развития садов Версаля. Людовик XIV хотел увидеть преображённые сады как можно скорее и вскоре работы закипели полным ходом. В разгар первой строительной кампании 36 000 человек трудились над выравниванием парка и планировкой садов, перемещая и распределяя тысячи тонн грунта. В этот период развития садов Ленотр ничего не создавал «с нуля», он применил замыслы и идеи, разработанные его предшественниками в Версале — Клодом Молле и Жаком Бойсо. Были расширены имеющиеся боскеты и партеры, а также созданы новые. Из новых проектов этой кампании наиболее значительными были Оранжерея и Грот Фетиды (Nolhac 1901, 1925).
Проектированная архитектором Луи Лево Оранжерея, выгодно расположена к югу от дворца, используя преимущества естественного уклона холма. Было предусмотрено защищённое помещение, где цитрусовые деревья содержались в течение зимних месяцев (Nolhac 1899, 1902).
Грот Фетиды, располагавшийся к северу от дворца, был важным элементом художественных иллюстраций дворца и садов, на которых проводилась связь между Людовиком XIV и образом Солнца. Сооружение этого грота будет завершено в ходе второй строительной кампании (Verlet 1985).
В обновлённых садах с 1664 года Людовик XIV начал устраивать праздники любви (фр. fête galante), которые получили название «Удовольствия чарующего островка». Праздник, устроенный с 7 по 14 мая 1664 года, официально должен был чествовать его мать Анну Австрийскую и его коронованную супругу Марию Терезию, но фактически это было чествованием Луизы де Лавальер, фаворитки короля. В течение целой недели гостей услаждали великолепными зрелищами в садах. По итогам этого праздника — а именно, из-за нехватки мест для размещения гостей (большинство из которых были вынуждены ночевать в своих экипажах), для Людовика стали очевидны недостатки Версаля и он распорядился начать ещё одно расширение дворца и садов (Verlet, 1961, 1985).
Вторая строительная кампания

В период с 1664 по 1668 годы в садах произошли значительные изменения — особенно в части фонтанов и новых боскетов; именно в этот период в образе сада преднамеренно применялись образы Аполлона и Солнца, которые были метафорами для Людовика XIV. Благодаря оформлению внешнего вида садов в ходе возведения трёх новых корпусов, обращённых своими фасадами в парк, вокруг старого замка времён Людовика XIII, выполненной Луи Лево, образы в оформлении Больших королевских покоев хорошо соединились с образами, использованными в садах (Lighthart, 1997; Mâle, 1927).
Ландшафтная структура и зрительный образ садов, полученные в ходе этого этапа модернизации, будут существовать вплоть до 18-го столетия. Французский историк и летописец Андре Фелибьен в своём описании Версаля отметил преобладание мотивов Солнца и Аполлона в строительных проектах того времени: «С тех пор как Солнце стало символом Людовика XIV, а поэты объединили образы солнца и Аполлона, в этом грандиозном владении не осталось ничего, не имеющего отношения к этому божеству.» (Félibien, 1674).
На этом этапе сооружения садов, три новых элемента образовали топологическую и символическую связь в садах: завершённый Грот Фетиды, Бассейн Латоны и Бассейн Аполлона.
Грот Фетиды

Работы по сооружению грота были начаты в 1664 году и завершены в 1670 году установкой собрания скульптур работы мастеров, среди которых Жилль Герин, Франсуа Жирардон, Гаспар Марси и Бальтазар Марси. Грот был важным символическим и техническим элементом садов Версаля. Символически, Грот Фетиды имел отношение к мифу про Аполлона и, следовательно, связывался с Людовиком XIV. Он символизировал морскую пещеру нимфы Фетиды, где Аполлон отдыхал после странствия по небу в солнечной колеснице. Грот был отдельно стоящей конструкцией, размещённой к северу от замка. Его внутренняя часть, для представления морской пещеры декорированная изделиями из раковин, содержала скульптурную группу работы братьев Марси, Служащие Аполлону нереиды (центральная группа) и Солнечные кони за которыми ухаживают слуги Фетиды (две соседние скульптурные группы). Изначально, эти статуи были установлены в трёх отдельных нишах грота и были окружены разнообразными фонтанами и водными приспособлениями (Marie 1968; Nolhac 1901, 1925; Thompson 2006; Verlet 1985).
С технической стороны Грот Фетиды имел ключевое значение в работе всей гидросистемы, снабжавшей водой сады и парк. Крыша грота поддерживала резервуар, в котором накапливалась вода, закачанная из пруда Кланьи, и этой водой под давлением наполнялись фонтаны ниже в саду.
Грот Фетиды просуществовал до 1684 года. Он пользовался необыкновенной популярностью у посетителей, восхищавшихся игрой фонтанов и красотой внутреннего оформления.
|                                                      | |                                                                                 | |                                                                  |
| «Внешний вид Грота Фетиды». Офорт Жана Лепотра. 1672 | «Солнечные кони, за которыми ухаживают Тритоны, слуги Фетиды». Скульптор Жилль Герин. Офорт Э. Боде. 1676 | «Служащие Аполлону нереиды. Скульптор Франсуа Жирардон. Офорт Ж. Эделинка. 1678 | «Солнечные кони, за которыми ухаживают Тритоны, слуги Фетиды». Скульпторы Гаспар Марси и Бальтазар Марси. Офорт Э. Пикара. 1675 | «Внутреннее пространство Грота Фетиды». Офорт Жана Лепотра. 1676 |

Бассейн Латоны

Бассейн Латоны располагается на оси запад-восток чуть западнее и ниже от Водного партера. Разработанный Андре Ленотром, украшенный скульптурами Гаспара Марси и Бальтазара Марси и возведённый между 1668 и 1670 годами, фонтан иллюстрирует эпизод из Метаморфоз Овидия. Согласно легенде, Латона со своими детьми Аполлоном и Дианой страдала от того, что крестьяне Ликии метали из пращей комки ила и грязи, из-за чего она с детьми не могла напиться из своего пруда. Зевс в ответ на её мольбу превратил крестьян в лягушек и ящериц. Этот эпизод из мифологии был выбран как аллегория со смутой Фронды, которая имела место в юношеские годы Людовика XIV. Связь между произведением Овидия и этим эпизодом истории Франции отражается в устойчивом политическом выражении — «метать грязь». Это дополнительно подтверждается тем фактом, что слово фронда во французском языке также обозначает метательную машину, рогатку (Berger, 1992; Marie, 1968, 1972, 1976; Nolhac, 1901; Thompson, 2006; Verlet, 1961, 1985; Weber, 1981).
Центральная мраморная группа работы братьев Марси представляет Латону с детьми, которая первоначально, в 1670 году, высилась на скале. Вокруг неё из воды выступали головы и спины шести лягушек, а другие 24 лягушки были расположены вне бассейна, по периметру газона. В то время богиня была обращена лицом ко дворцу.
|                                                   |                                                         |
| «Вид на Бассейн Латоны». Офорт Жана Лепотра. 1678 | «Вид на Бассейн Аполлона». Офорт Луи де Шастийона. 1683 |

Бассейн Аполлона

Далее по оси запад-восток находится Бассейн Аполлона — Фонтан Аполлона. Фонтан Аполлона возведён между 1668 и 1671 годом на месте Лебединого бассейна времён Людовика XIII. Людовик XIV распорядился расширить его площадь и украсить роскошным скульптурным ансамблем из позолоченного свинца, в котором, по эскизам Шарля Лебрена, Жан-Батист Тюби изобразил бога Аполлона, ведущего свою колесницу, освещая небо. Тюби работал над этой композицией с 1668 по 1670 год на Мануфактуре Гобеленов. По завершении работ ансамбль перевезли в Версаль и установили на этом месте, а спустя год покрыли позолотой. Фонтан образует узловое место в парке и служит связующим элементом между садами, Малым Парком и Большим Каналом (Marie 1968; Nolhac 1901, 1925; Thompson 2006; Verlet 1985).
Большой Канал

Большой Канал длиной 1500 метров и шириной 62 метра был сооружён между 1668 и 1671 годом. Визуально, а также физически, он протягивает ось запад-восток вплоть до стен Большого Парка. Во времена дореволюционной Франции Большой Канал использовался для грандиозных лодочных прогулок. В 1674 году, по результатам серии выгодных для Людовика XIV дипломатических договорённостей, король распорядился построить Маленькую Венецию. Расположенная у пересечения Большого Канала и северной поперечной ветви, Маленькая Венеция приняла у себя яхты и каравеллы, полученные от Голландии, а также гондолы, полученные в подарок от дожа Венеции. Отсюда и возникло название Маленькая Венеция (Marie 1968; Nolhac 1901, 1925; Thompson 2006; Verlet 1985). Здесь расквартировали 14 венецианцев, нанятых для управления гондолами. Здесь также жили боцманы и корабельные плотники, приписанные к 20 кораблям, пришвартованным в водах Версаля.
Помимо праздничного и декоративного назначения садов, Большой Канал также имел сугубо практическую роль. Расположенный в самой низкой точке садов, в нём скапливалась вода, отводимая из фонтанов в саду выше. Из Большого Канала воду откачивали обратно в резервуар на крыше Грота Фетиды при помощи нескольких водокачек, которые приводились в действие ветряной мельницей и конной тягой (Thompson 2006).
|                                                         |                                                                                        |
| «Вид на Большой Канал»; гравюра Николя Переля, 1680 год | «Вид на Водный Партер до полной реконструкции 1684 года» Андре Ленотр; около 1674 года |

Водный Партер

Выше Фонтана Латоны расположена терраса дворца, известная как Водный Партер. Размещённый на парковой оси север-юг, Водный Партер является связующим звеном между дворцом и садами ниже. Отсюда открываются потрясающие виды на королевскую панораму, дающие понимание истинного масштаба садов Версаля. Атмосфера Водного Партера объединяет символизм и образы, использованные в оформлении Больших королевских покоев с образами, представленными в садах. Именно отсюда можно в полной мере оценить симметрию, так любимую Ленотром, а вид на фасад дворца (670 метров вдоль сада) отсюда кажется наиболее величественным. В 1664 году Людовик XIV заказал серию статуй, которые должны были украсить водное пространство Водного Партера. В Большом заказе, как было названо поручение, было 24 статуи классических кватерностей и 4 дополнительные статуи, представляющих эпизоды похищений из классической истории (Berger I, 1985; Friedman, 1988,1993; Hedin, 1981—1982; Marie, 1968; Nolhac, 1901; Thompson, 2006; Verlet, 1961, 1985; Weber, 1981).
Процесс создания боскетов

Одной из отличительных особенностей второй строительной кампании было быстрое увеличение количества боскетов. Расширяя планировку, установленную при первой строительной кампании, Андре Ленотр добавил или расширил не менее десятка боскетов: Боскет «Заводь» в 1670 году; Боскет Водного театра, Остров Короля и Зеркальный бассейн, Зал Балов (Зал Совета), Боскет Трёх Фонтанов в 1671 году; Лабиринт и Боскет «Триумфальная Арка» в 1672 году; Боскет Славы (Боскет купольных павильонов) и Боскет «Энкелад» в 1675 году; и Боскет Родников в 1678 году (Marie 1972, 1976; Thompson 2006; Verlet 1985).
Помимо расширения существующих и сооружения новых боскетов этот период времени был отмечен ещё двумя проектами — Еловый водоём и Швейцарский бассейн.
Еловый водоём

Еловый водоём был спроектирован в 1676 году к северу от дворца ниже за Северным партером и Аллеей Смешных мальчуганов. Водоём был задуман как парный элемент вдоль оси север-юг со Швейцарским бассейном, расположенным у основания холма Сатори к югу от дворца. В ходе последующих реконструкций парка этот фонтан был превращён в Бассейн Нептуна (Marie 1972, 1975; Thompson 2006; Verlet 1985).
Швейцарский бассейн

Вырытый в 1678 году, Швейцарский бассейн, получивший своё название в честь швейцарских гвардейцев, которые строили это озеро, устроен на месте болот и прудов, из которых закачивали воду для фонтанов парка. Этот гидрографический объект, имеющий площадь поверхности более 15 гектар, является вторым — после Большого Канала — по величине водоёмом в Версале (Marie 1972, 1975; Nolhac 1901, 1925; Thompson 2006; Verlet 1985).
Третья строительная кампания

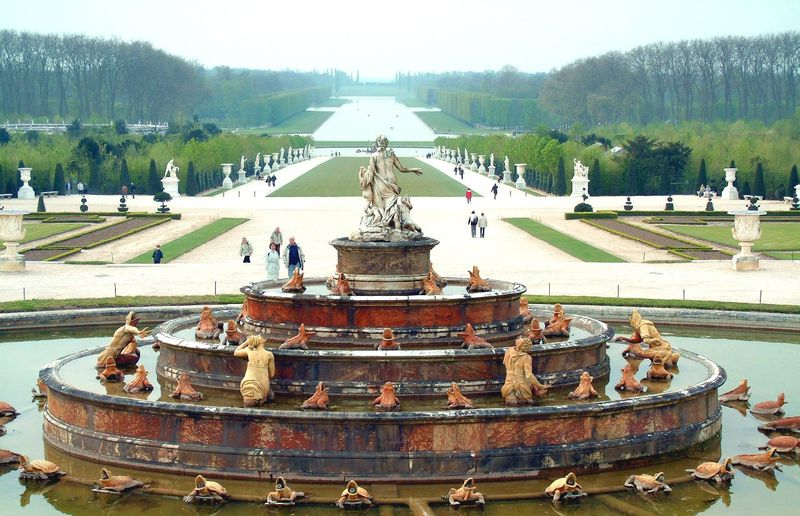
Бассейн Латоны — Фонтан Латоны на фоне Зелёного ковра и Большого Канала

Изменения в парке в ходе третьей строительной кампании главным образом характеризуются стилистическим переходом от эстетики нетронутой природы Андре Ленотра к формально структурированному стилю Жюля Ардуэн-Мансара. Первое существенное изменение в парке в этот период строительства случилось в 1680 году, когда Королевская аллея или Зелёный ковёр — полоса зелёного подстриженного газона, расстилающаяся от Фонтана Латоны до Фонтана Аполлона — достигла под руководством Андре Ленотра своего окончательного размера и обрамления (Nolhac 1901; Thompson 2006). Аллея была расширена, а по бокам её обрамляют расположенные попарно 12 статуй и столько же ваз. Большинство из них выполнены в XVII веке в Риме учениками Французской Академии Художеств. Прилегающие с обеих сторон аллеи ведут к боскетам.

Начиная с 1684 года под руководством Жюля Ардуэн-Мансара был полностью перестроен Водный партер. Статуи из Большого Заказа 1674 года были перенесены в другие части парка; устроили два симметричных восьмиугольных бассейна, украшенных бронзовыми полулежащими фигурами, символизирующими четыре главные реки Франции, а вокруг них расположены четыре нимфы и четыре группы детей. Бронзовые модели по образцам работ знаменитых в то время скульпторов были отлиты с 1687 по 1694 год на парижском «Арсенале». Водный партер обрамлён с севера и юга бронзовыми вазами, в которых сначала планировалось разместить цитрусовые деревья, подстриженные в форме шара. Этот облик партера является окончательным и именно его мы видим в наши дни. В том же году малая Оранжерея Луи Лево, находившаяся к югу от Водного партера, была снесена и на её месте под руководством Жюля Ардуэн-Мансара было возведено более крупное сооружение. Кроме Оранжереи в этот период была построена Лестница Ста Ступеней,, которая упрощала доступ в южную часть парка, а также к Швейцарскому бассейну и к Южному партеру. С этого момента, расположение и оформление южной части парка сохранилось до наших дней. 

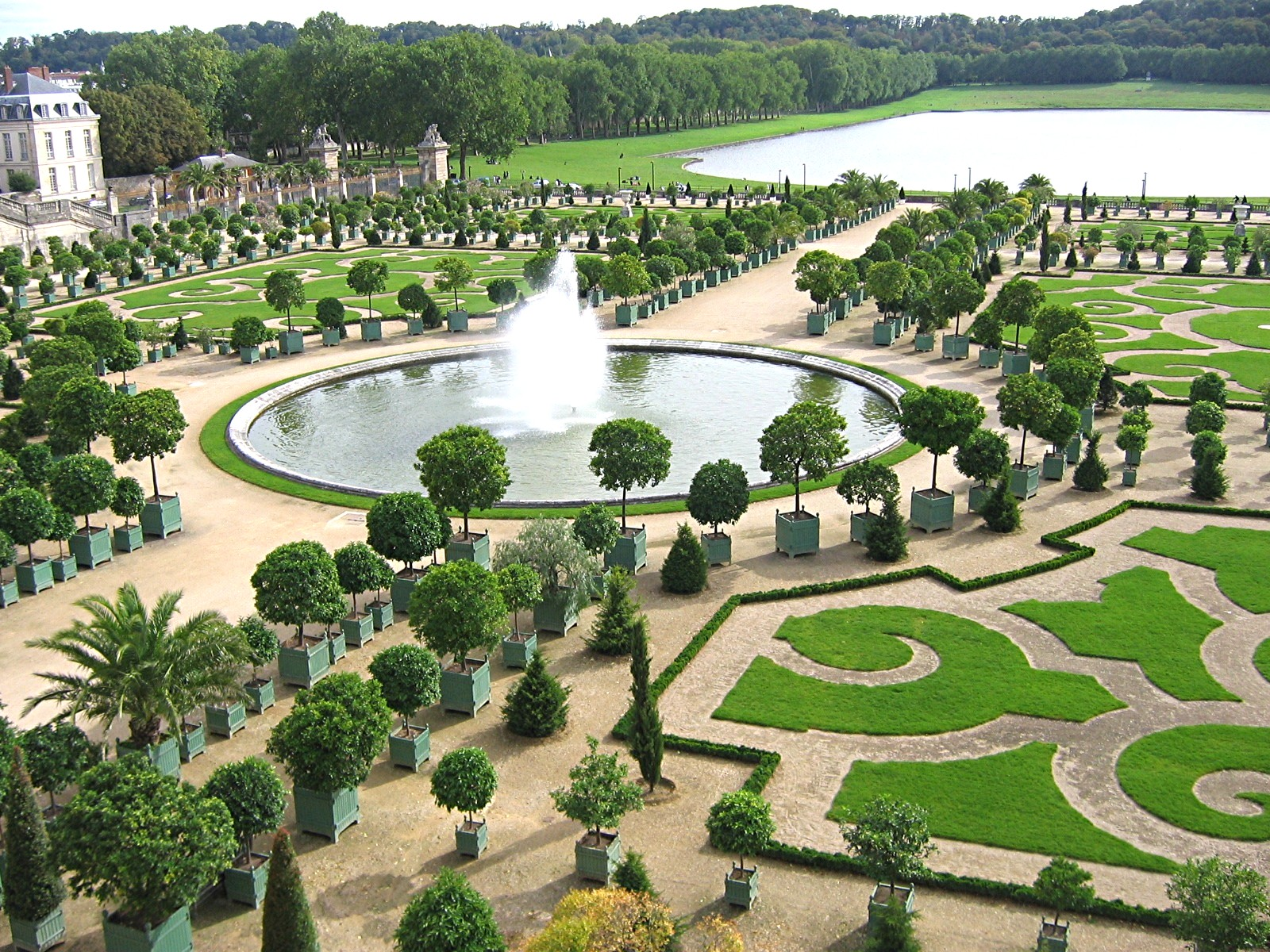
Оранжерея в Парке Версальского дворца на фоне Швейцарского бассейна

 И, наконец, чтобы разместить предполагаемое сооружение Дворянского Флигеля — северного крыла дворца — был разрушен Грот Фетиды (Marie 1968, 1972, 1976; Nolhac 1899, 1901, 1902, 1925).
В ходе сооружения Дворянского Флигеля (1685—1686) Северный партер был полностью перестроен в соответствии с новым архитектурным обликом этой части дворца. Чтобы компенсировать утрату резервуара на крыше Грота Фетиды и обеспечить возросшие потребности в воде, Жюль Ардуэн-Мансар спроектировал новый, более крупный, резервуар прямо к северу от Дворянского Флигеля (Thompson 2006). В 1685 году было начато сооружение жутко дорогого канала Эр; разработанный Вобаном, он должен был перенести воды реки Эр на расстояние 80 километров. Проект включал сооружение рискованных по своим масштабам акведуков, однако работы были прекращены в 1690 году (см. ниже главу «Трудности с водой»).
К 1689 году Жюль Ардуэн-Мансар внёс некоторые изменения в Бассейн Латоны. Скалу заменили трёхступенчатой мраморной пирамидой круглой формы, а скульптура Латоны теперь обращена лицом к Большому каналу. Бассейн Латоны плавно переходит в партер, где расположены два бассейна с ящерицами. В этот период Бассейн Латоны принял свой окончательный вид, который мы можем видеть в наши дни в Версале (Hedin 1992; Thompson 2006; Verlet 1985).
Во время этого этапа строительных работ были созданы и реконструированы три главных боскета парка. Начали работы с Античной галереи, боскета, который был создан в 1680 году на месте недолго существовавшей Водной галереи (1678). Этот боскет был задуман как галерея на открытом воздухе (без крыши), где были представлены античные статуи и копии приобретённые Французской академией в Риме. В следующем году приступили к сооружению Бального Зала. Расположенный в укромной части парка к югу от Оранжереи, этот боскет проектировался как амфитеатр с водопадом — единственный оставшийся в садах Версаля. Бальный Зал торжественно открыли в 1685 году балом, возглавляемым Великим Дофином. Между 1684 и 1685 годами Жюль Ардуэн-Мансар построил Колоннаду. Сооружённый на месте Боскета Родников Ленотра, этот боскет представляет собой круговой перистиль, образованный 32 арками и 28 фонтанами. Этот боскет является самым комплексным архитектурным решением работы Ардуэн-Мансара в садах Версаля (Marie 1972, 1976; Thompson 2006; Verlet 1985)
К 1683 году завершили работы по устройству нового, более крупного, Огорода короля для выращивания свежих фруктов и овощей, подаваемых к столу королевского двора Людовика XIV. Огород был образован на площади в 9 гектар в непосредственной близости от дворца и Швейцарского бассейна под руководством Директора королевских садов и огородов Жан-Батистом де Ла Кентини (фр. Jean-Baptiste de La Quintinie).
Четвёртая строительная кампания

По причине временных финансовых трудностей, возникших вследствие Девятилетней войны и Войны за испанское наследство, в парке и садах не затевали никаких существенных работ вплоть до 1704 года. В период между 1704 и 1709 годами были реконструированы боскеты (некоторые весьма значительно), после чего им дали новые названия, отражающие аскетизм и отсутствие роскоши, свойственное позднему этапу эпохи правления Людовика XIV (Marie 1976; Thompson 2006; Verlet 1985)

## Время правления Людовика XV

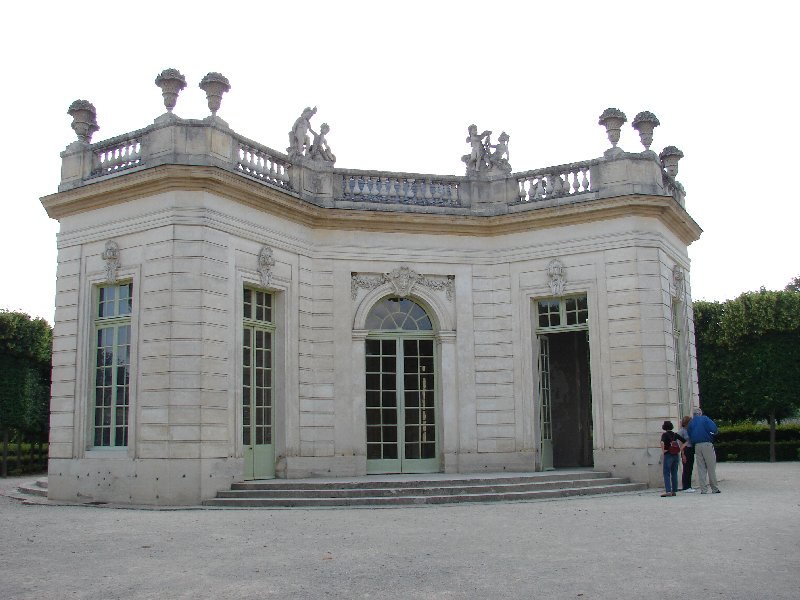
Французский павильон в Малом Трианоне. Проект Жак-Анж Габриэля. 1749—1750

После отъезда короля и его двора из Версаля, сразу после смерти Людовика XIV в 1715 году, в жизни дворца и парков наступила эпоха неопределённости. В 1722 году Людовик XV и его двор вернулись в Версаль. Видимо, учитывая предостережение своего прадеда не начинать дорогостоящих строительных кампаний, Людовик XV не затевал в Версале строительных работ, сопоставимых с кампаниями Людовика XIV. Во время правления Людовика XV единственным существенным вкладом в развитие садов было завершение сооружения Бассейна Нептуна (1738—1741 гг.) (Marie 1984; Verlet 1985).
Вместо расходования средств на реконструкцию садов Версаля, Людовик XV — страстный ботаник — сосредоточил свои усилия на Трианоне. На участке, который сейчас занимает Ферма Королевы, Людовик XV устроил и содержал ботанические сады. Ботанические сады были устроены в 1750 году и садовник-флорист Клод Ришар (1705—1784) стал их управляющим. В 1761 году Людовик XV поручил Анж Жаку Габриэлю сооружение Малого Трианона, поскольку ему была нужна резиденция для проведения времени поблизости от ботанических садов. Именно в Малом Трианоне Людовик XV заболел смертельной оспой; 10 мая 1774 года король скончался в Версале (Marie, 1984; Thompson, 2006).

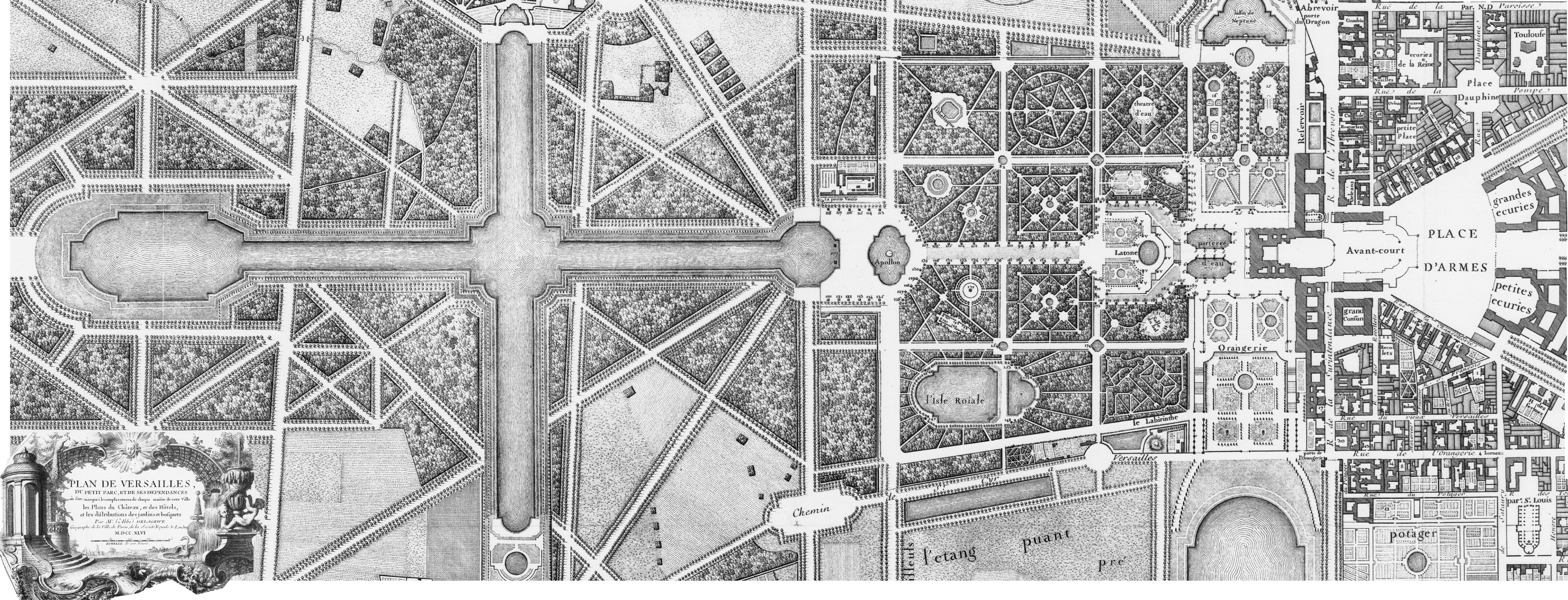
Сады и дворец Версаля. Фрагмент плана 1746 года. Составитель аббат Жан Делагрив

## Время правления Людовика XVI
После восхождения на трон Людовика XVI парк и сады Версаля подверглись изменениям, похожим на Четвёртую строительную кампанию Людовика XIV. Под влиянием новых идей, пропагандируемых Жан-Жаком Руссо и философской партией, зимой 1774—1775 годов сады были полностью пересажены. Деревья и кустарники, высаженные в эпоху Людовика XIV, срубили или выкорчевали для того чтобы французский сад Ленотра и Ардуэн-Мансара перевоплотить в парк английского стиля.
Попытка превратить шедевры Ленотра в пейзажный парк английского стиля окончилась неудачей. Поставленную цель достичь не смогли. В значительной степени из-за топологии ландшафта от английской эстетики отказались и сады пересадили снова в стиле регулярного парка. Однако, намереваясь сэкономить, Людовик XVI поручил заменить палисадники — подстриженную живую изгородь, образующую стены боскетов и очень трудоёмкую в исполнении — на ряды лип и каштанов. Кроме этого несколько боскетов, созданных в эпоху Короля-Солнца, разрушили или значительно перестроили. Самым существенным вкладом в сады в эпоху правления Людовика XVI стал Грот Аполлона. Пещера из грубого камня, сооружённая в боскете английского стиля, стала шедевром Юбера Робера. Там разместили статуи из разрушенного Грота Фетиды (Thompson 2006; Verlet 1985).

## Французская Революция
В 1792 году по указу Национального конвента некоторые деревья в садах были срублены, несмотря на то что фрагменты Большого Парка уже были поделены на части и разрушены. Предчувствуя потенциальную угрозу Версалю, Луи Клод Ришар (1754—1821) — внук Клода Ришара, управляющий ботаническими садами — пытался убедить правительство сохранить Версаль. Он преуспел в защите Большого Парка, а угроза разрушения Малого Парка исчезла после предложения использовать партеры под овощные огороды, а открытые области парка для высаживания фруктовых деревьев. К счастью, эти идеи никогда не были осуществлены; однако, сады стали открыты для народа и было привычно видеть как люди стирали своё бельё в фонтанах и развешивали его сохнуть на кустарниках рядом (Thompson 2006).

## Эпоха Наполеона I
Эпоха Наполеона Бонапарта обошла Версаль своим вниманием. Во дворце была обставлена анфилада комнат для императрицы Марии-Луизы; но сады остались в неизменном виде, за исключением роковой рубки деревьев в Боскете «Триумфальная Арка» и в Боскете Трёх Фонтанов. Масштабная эрозия почвы требовала высадки новых деревьев (Thompson 2006; Verlet 1985).

## Времена Реставрации
После восстановления монархии Бурбонов в 1814 году сады Версаля подверглись первым изменениям со времён Французской революции. В 1817 году Людовик XVIII поручил преобразовать Остров Короля и Зеркальный бассейн в сад, спланированный на английский манер — Сад Короля (Thompson 2006). Большая часть великолепных растений сада была уничтожена ураганом 1999 года.

## Времена Июльской Монархии; Вторая Империя
В то время как большая часть внутреннего убранства дворца была безвозвратно видоизменена, чтобы устроить Музей всех славных побед Франции (открытый Луи-Филиппом I 10 июня 1837 года), сады и парк остались нетронутыми. Если не брать во внимание государственный визит Королевы Виктории и Принца Альберта в 1855 году, во время которого в садах было устроено парадное торжество, напомнившее праздники Людовика XIV, Наполеон III пренебрегал дворцом, предпочитая взамен Версалю Компьенский дворец (Thompson 2006; Verlet 1985).

## Пьер де Нолак
После того как Пьер де Нолак занял пост руководителя музея в 1892 году, в Версале наступила новая эра исторических изысканий. Нолак, страстный учёный и архивариус, начал по фрагментам собирать воедино историческое прошлое Версаля и, впоследствии, установил критерии реставрации дворца и сбережения садов, которые действуют и в наши дни (Thompson 2006; Verlet 1985).

## Боскеты в садах
Вследствие множества реконструкций, выполненных в садах с XVII по XIX столетие, многие боскеты неоднократно менялись и, вместе с этим, часто менялись их названия.

Два боскета — Боскет «Жирандоль» — Боскет Дофина — Северная шахматная посадка — Южная шахматная посадка — Боскет «Жирандоль» — Боскет Дофина

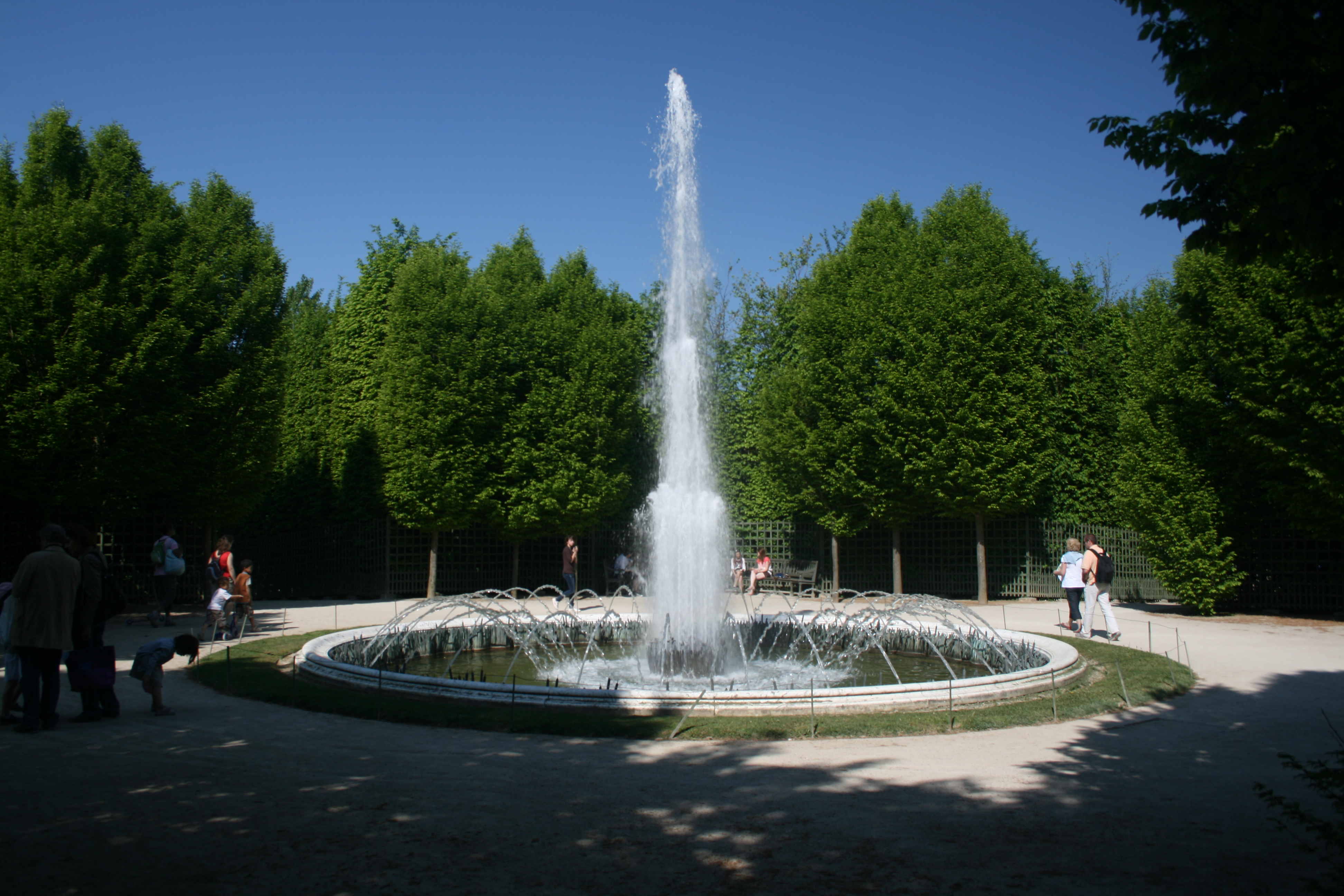
Боскет «Жирандоль», создан Андре Ленотром с 1661 по 1663 год;

 Эти два боскета впервые были разбиты в 1663 году. Расположенные к северу и к югу от оси запад-восток, эти два боскета представляли собой набор тропинок, проходящих вокруг четырёх зелёных комнат, и сходящихся в центральной «комнате», в которой был устроен фонтан. В 1682 году южный боскет был создан заново как Боскет «Жирандоль», названный так из-за ступенчатого вида центральной струи фонтана. Северный боскет был перестроен в 1696 году, получив название Боскет Дофина, благодаря фонтану, изображающему дельфина. Каждый из этих боскетов был украшен бюстами на пьедесталах, заказанными главным интендантом Николя Фуке в Риме по оригиналам Пуссена для украшения его собственного замка Во-ле-Виконт. Оба боскета были уничтожены в ходе пересадки парка в 1774—1775 годах в эпоху Людовика XVI. Эти участки сада были засажены липами, после чего их назвали Северная шахматная посадка и Южная шахматная посадка (Marie 1968, 1972, 1976, 1984; Thompson 2006; Verlet 1985). В 2000 году завершилась реставрация этих двух боскетов и они приобрели свой первоначальный вид.
Лабиринт — Боскет Королевы

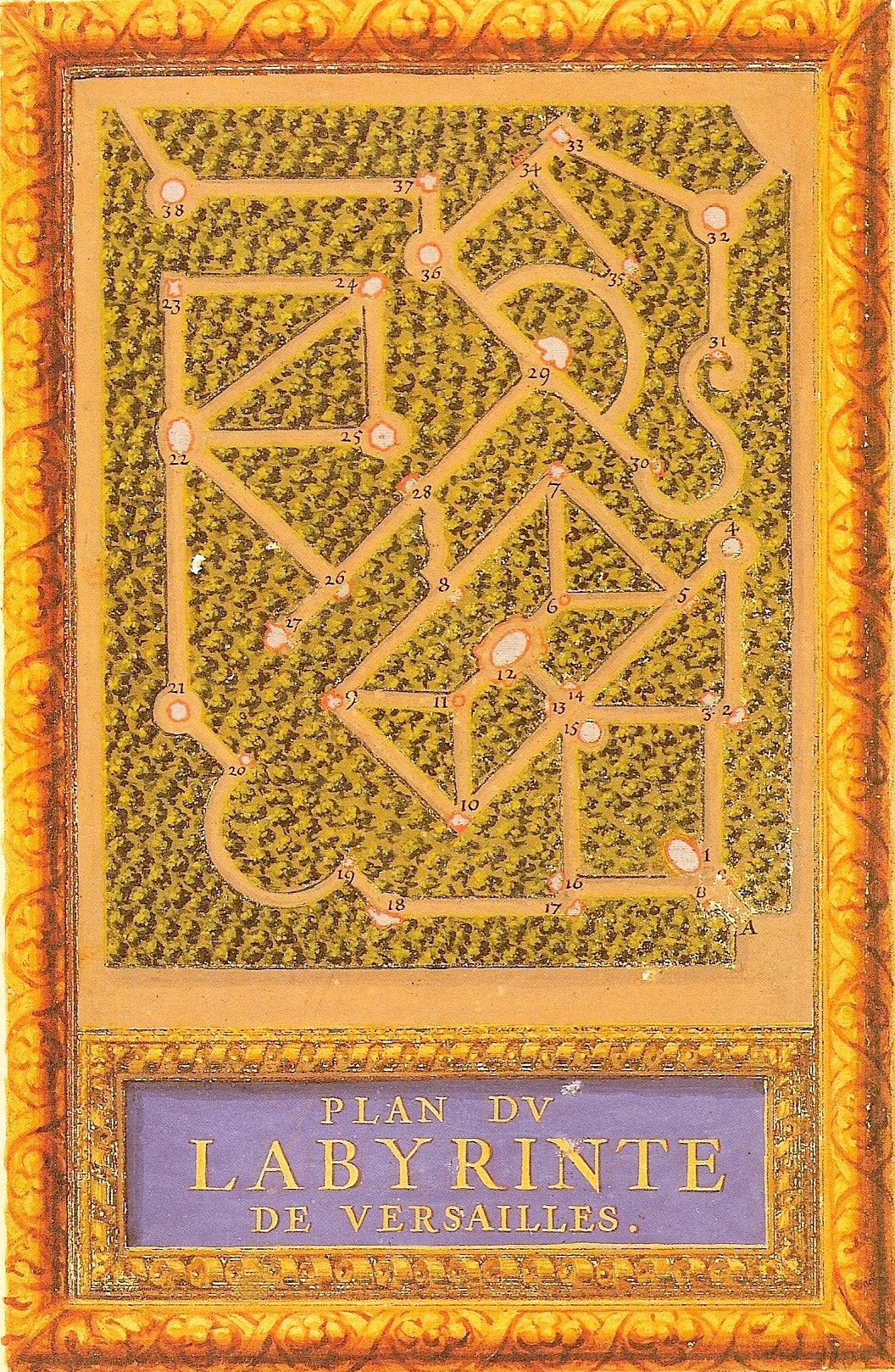
Схема Лабиринта согласно описанию Шарля Перро (1677)

Первоначально, в 1665 году Андре Ленотр спланировал лабиринт невзрачных тропинок на участке к югу от Фонтана Латоны, возле Оранжереи. (Loach, 1985) В 1669 году Шарль Перро — ныне известный, в основном, как автор Сказок матушки Гусыни — посоветовал Людовику XIV перестроить Лабиринт таким образом, чтобы он способствовал образованию Дофина (Perrault, 1669). В период между 1672 и 1677 годами Ленотр перепланировал Лабиринт, разместив на каждом из пересечений аллей 39 фонтанов, представляющих эпизоды басен Эзопа. Над этими 39 фонтанами трудились скульпторы Жан-Батист Тюби, Этьен Ле Онгр, Пьер Ле Гро (старший) и братья Марси. К каждому фонтану прилагалась табличка с тиснением текста басни и куплета стихов руки придворного поэта Бенсерада; по этим табличкам сын Людовика XIV учился чтению. После своего завершения в 1677 году Лабиринт содержал 39 фонтанов и 333 раскрашенные свинцовые фигурки животных. Воду для специально разработанной водопроводной системы подавали из Сены при помощи Машины Марли. В составе Лабиринта было 14 водоподъёмных колёс, которые приводили в действие 253 помпы, некоторые из них работали на расстоянии 1200 метров. В 1778 году Людовик XVI поручил снести Лабиринт ссылаясь на высокую стоимость его содержания и ремонта. И на этом месте был устроен дендрарий с экзотическими деревьями в стиле английского парка. Боскет получил новое название Боскет Королевы. Именно в этом участке парка в 1785 году произошёл эпизод дела о мошенничестве, известного как дело Ожерелья королевы, которое скомпрометировало Марию-Антуанетту (Marie 1968, 1972, 1976, 1984; Perrault 1669; Thompson 2006; Verlet 1985).
Боскет Водная гора — Боскет Звезды

Изначально спланированный Андре Ленотром в 1661 году как зелёная комната, этот боскет включал тропинку, опоясывающую центральный пятиугольный участок. В 1671 году боскет расширили, добавив более продуманную систему тропинок, которые усиливали новый центральный водный элемент — фонтан, напоминающий гору, — отсюда появилось новое название боскета: Боскет Водная гора. Боскет полностью перестроили в 1704 году и дали ему новое название Боскет Звезды (Marie 1968, 1972, 1976, 1984; Thompson 2006; Verlet 1985).
Боскет «Заводь» — Боскет Каменного дуба — Боскет Аполлона — Грот Аполлона

Созданный в 1670 году, первоначально этот боскет имел в центре прямоугольную заводь, ограниченную кромкой газона по своему периметру. По краю заводи были расположены металлические стреловидные язычки, в которых спрятали множество трубок, разбрызгивающих воду; в каждом углу заводи был лебедь, из клюва которого била струя воды. В центре водоёма находилось железное дерево с раскрашенными оловянными листьями из ветвей которого били струи воды. Из-за этого дерева боскет также называли Боскет Каменного дерева. Боскет был создан по подсказе Мадам де Монтеспан при Людовике XIV. В 1704 году по проекту Ардуэн-Мансара этот боскет был разрушен для сооружения нового Боскета Аполлона, который был задуман для размещения скульптурных групп Солнечные кони и Служащие Аполлону нереиды, прежде находившихся в Гроте Фетиды. Ардуэн-Мансар обустроил этот уголок так, чтобы подчеркнуть необыкновенную красоту этих произведений. Их установили под позолоченным свинцовым карнизом на обрамляющем бассейн цоколе. Там они находились до 1776 года (правление Людовика XVI). А затем через год Юбер Робер реконструировал боскет, выполнив его в модном тогда англо-китайском стиле, и устроив в нём подобие пещеры для статуй братьев Марси. Новый боскет получил новое название — Грот Аполлона (Marie 1968, 1972, 1976, 1984; Thompson 2006; Verlet 1985). Именно таким мы видим боскет в наши дни.
Остров Короля — Зеркальный бассейн — Сад Короля 

Первоначально спроектированные в 1671 году как два раздельных гидрографических объекта, более крупный из них — Остров Короля — был выполнен в виде острова, который был центральным элементом системы искусных фонтанов. Остров Короля отделили от Зеркального бассейна насыпной дорожкой на небольшой дамбе, где было устроено 24 водные струи. В Зеркальном бассейне в своё время проводились спуски на воду уменьшенных моделей военных кораблей. В 1684 году остров убрали и общее количество водных струй в боскете существенно сократили. В 1704 году боскет значительно модернизировали, перестроив насыпную дорожку и убрав большинство водных струй. Веком спустя, в 1817 году, Людовик XVIII поручил полностью перестроить пришедшие в запустение в революционный период Остров Короля и Зеркальный бассейн в стиле пейзажного парка. Этот окружённый изгородью сад был засажен великолепными растениями. В этого времени боскет стали называть Сад Короля (Marie 1968, 1972, 1976, 1984; Thompson 2006; Verlet 1985). Во время урагана 1999 года большая часть растений была уничтожена. От первоначального декора сохранился лишь Зеркальный бассейн.

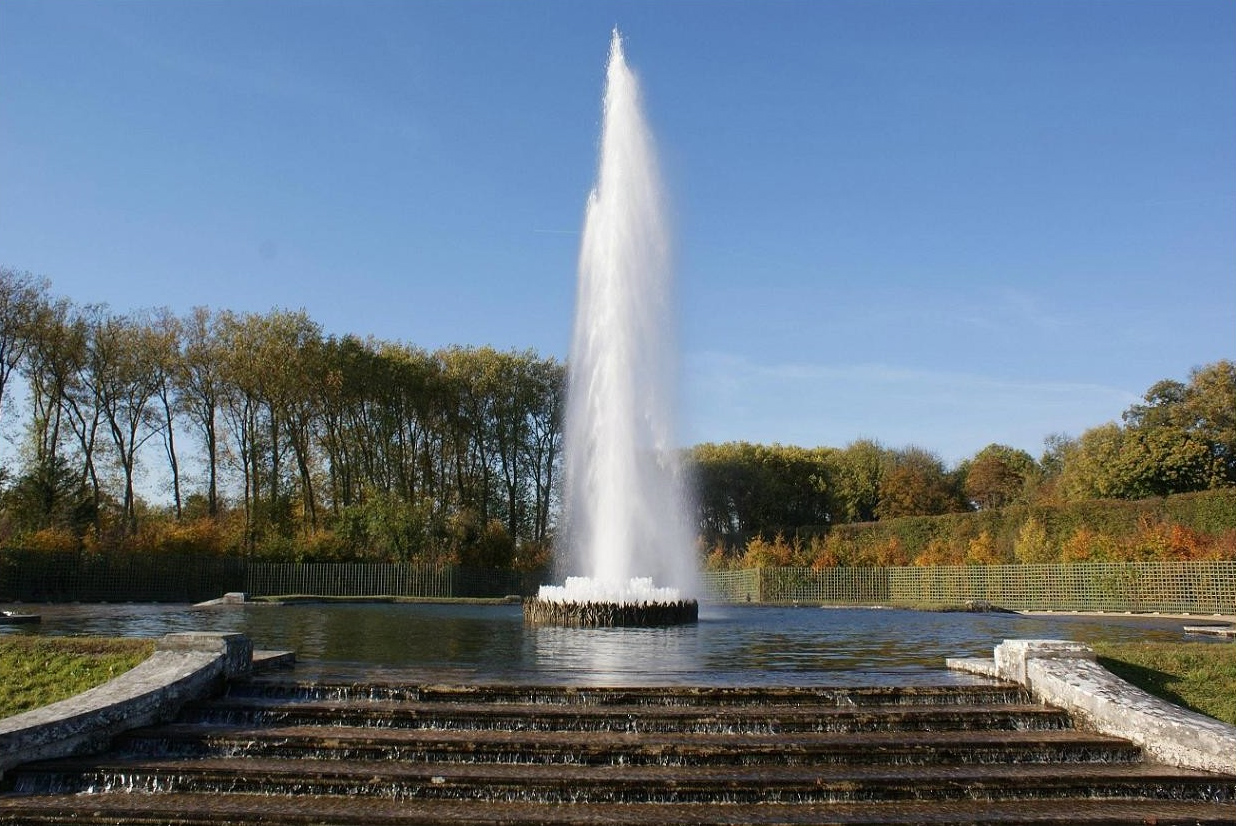
Боскет «Обелиск»

Зал Балов — Зал Совета — Боскет «Обелиск»

В 1671 году Андре Ленотр задумал боскет — изначально названный Залом Балов и позже переименованный в Зал Совета — в виде острова, имеющего форму четырёхлистника, окружённого каналом и устройством 50 водных струй. На каждом лепестке острова был устроен одиночный фонтан; на остров можно было попасть по двум подвесным мостам. Со внешней стороны канала в боскете установили 4 дополнительных фонтана, по четырём сторонам света. Боскет заново перестроили в 1706 году под руководством Жюля Ардуэн-Мансара. Центральный остров заменили большим бассейном, приподнятым на 5 ступенек, и окружили его каналом. Центральный фонтан, составленный из 230 струй воды, по совокупности напоминающих обелиск — отсюда новое название Боскет «Обелиск». Уцелевшие свинцовые фигуры его декора были использованы для оформления садовых фонтанов Большого Трианона (Marie 1968, 1972, 1976, 1984; Thompson 2006; Verlet 1985).
Боскет Водного театра — Боскет Зелёного круга

Центральной точкой этого боскета, сооружённого Андре Ленотром в период между 1671 и 1674 годами, был театр, по кромке которого проходили три ряда газонов для рассаживания зрителей. Перед ними была сцена, украшенная четырьмя фонтанами, чередующимися с тремя радиальным водными каскадами. В период между 1680 годом и смертью Людовика XIV в 1715 году, здесь происходила почти постоянная перегруппировка статуй, украшавших боскет. В 1709 году боскет перестроили, добавив Фонтан Детского острова. В рамках пересадки садов, начатой Людовиком XVI зимой 1774—1775 годов, Боскет Водного театра был разрушен и на его месте создали невзрачный Боскет Зелёного круга (Marie 1968, 1972, 1976, 1984; Thompson 2006; Verlet 1985).
Боскет Трёх Фонтанов (Водная колыбель)

Расположенный западнее Аллеи Смешных мальчуганов и заменивший недолго существовавшую Водную колыбель (узкий вытянутый боскет, созданный в 1671 году, где была водная беседка, формируемая множеством струй воды), увеличенный боскет был реконструирован Андре Ленотром в 1677 году в серию из трёх связанных террас. Каждая терраса содержала несколько фонтанов, имевших особые эффекты, и бассейн. В нижнем бассейне струи воды образуют цветы лилии, в центре, бьют вертикальные струи и водный свод, и, наконец, вверху, взмывает водная колонна, сформированная из 140 струй; причём, эта внушительная колонна и снабжает водой нижние бассейны. Фонтаны пережили реконструкцию, затеянную Людовиком XIV для других фонтанов парка в начале XVIII века. Хорошо спрятанный за решёткой, этот боскет был благоустроен так, чтобы стареющий король мог приезжать сюда на кресле-каталке и перемещаться по наклонным дорожкам газона. Фонтаны также пожалели впоследствии, при полной пересадке садов в 1774—1775 годах. В 1830 году в боскете пересадили растения, и с этого времени фонтаны замолчали. Во время ураганов 1990 и 1999 годов парку был нанесён значительный ущерб. Боскет Трёх Фонтанов торжественно открылся после реставрации 12 июня 2004 года (Marie 1968, 1972, 1976, 1984; Thompson 2006; Verlet 1985).
Боскет «Триумфальная Арка»

Первоначально этот боскет был создан в 1672 году как простой водный павильон — открытое пространство в виде круга с квадратным фонтаном в его центре. В 1676 году этот боскет, расположенный восточнее Аллеи Смешных мальчуганов симметрично Боскету Трёх Фонтанов, расширили и декорировали в честь политической линии, намекая что она привела к военным победам Франции над Испанией и Австрией, установив Триумфальную Арку — отсюда и произошло название боскета. Как и Боскет Трёх Фонтанов, этот боскет пережил реконструкции XVIII века, но был засажен новыми растениями в 1830 году и в этот год фонтаны закрыли. (Marie 1968, 1972, 1976, 1984; Thompson 2006; Verlet 1985).

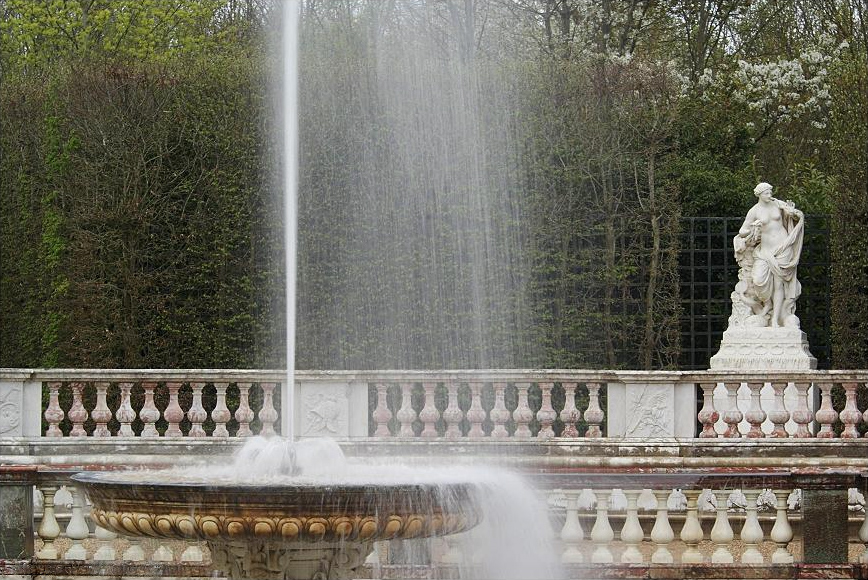
Боскет купольных павильонов

Боскет Славы — Боскет купольных павильонов

В созданном в 1675 году Боскете Славы была установлена статуя Славы, украшавшая бассейн боскета, и из трубы которой вырывалась мощная струя воды — отсюда и название боскета. В 1684 году в боскете установили скульптурные группы из Грота Фетиды, для чего боскет был перестроен и фонтан Славы из него убрали. При этом боскету дали новое название — Купальня Аполлона. В рамках проекта по перепланировке садов, затеянного Людовиком XIV в начале XVIII века, группу Аполлона снова переместили на участок где был Боскет «Заводь» — неподалёку от Фонтана Латоны — который разрушили и на его месте создали новый Боскет Аполлона. Там скульптурные группы установили на мраморных постаментах, из которых текла вода; и каждая группа была защищена затейливым резным позолоченным балдахином. Старый боскет Купальня Аполлона переименовали в Боскет купольных павильонов поскольку Жюль Ардуэн-Мансар соорудил здесь два павильона из белого мрамора с куполами. Но сами павильоны были снесены в 1820 году (Marie 1968, 1972, 1976, 1984; Thompson 2006; Verlet 1985).

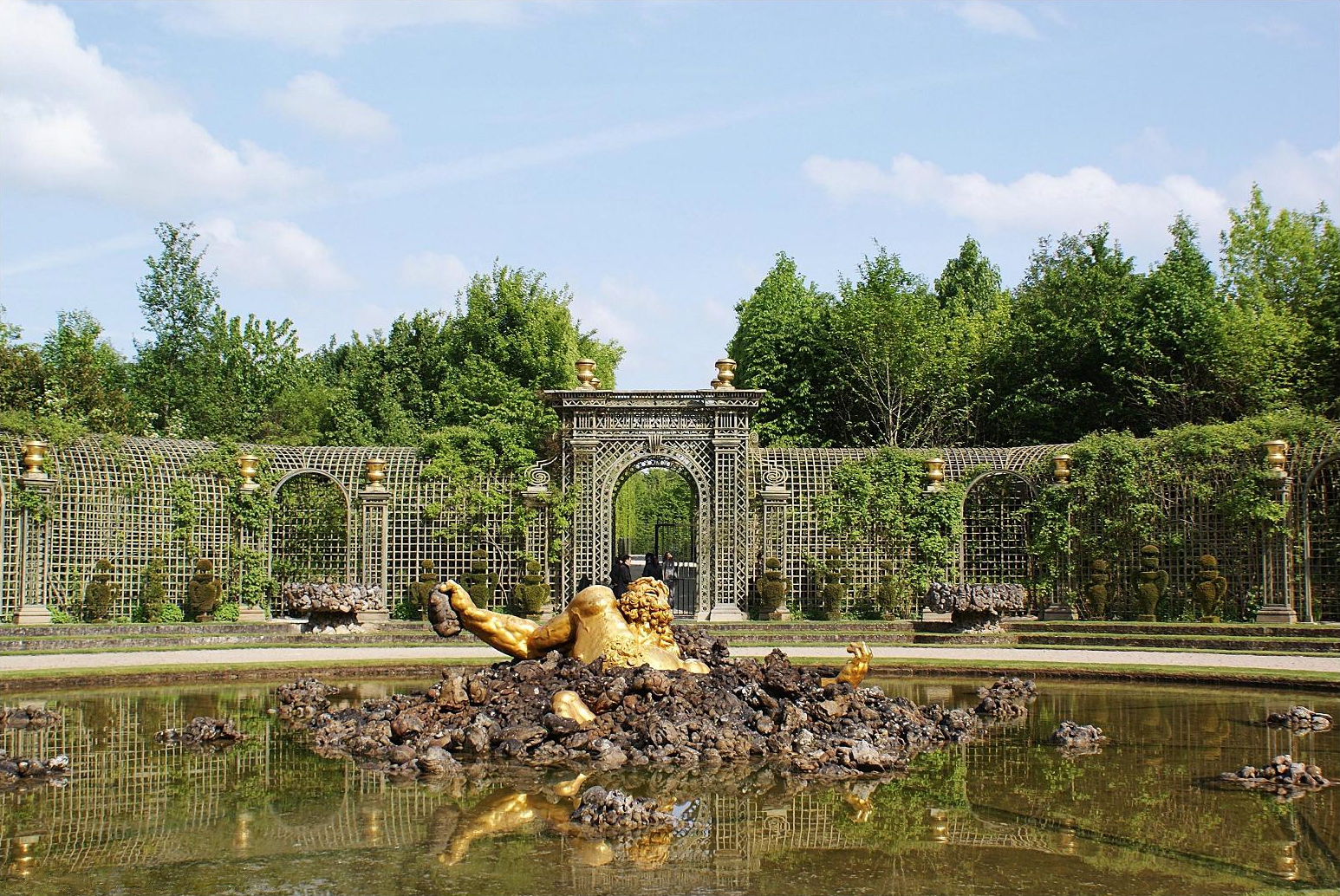
Боскет «Энкелад»

Фонтан боскета, созданного в 1675 году, одновременно с Боскетом Славы, отображал гиганта Энкелада, побеждённого Олимпийскими богами и приговорённого к жизни под горой Этна. По замыслу создателей, братьев Марси, этот фонтан символизировал победу Людовика XIV над Фрондой. Скульпторы изобразили гиганта, наполовину погребённого под горными обломками, но отчаянно борющегося со смертью. В 1678 году сюда добавили восьмиугольную полосу дёрна и 8 фонтанов рокайль, окружающих центральный фонтан. Эти добавления были удалены в 1708 году. Этот фонтан имеет самую большую высоту струи воды среди всех фонтанов в садах Версаля — 25 метров (Marie 1968, 1972, 1976, 1984; Thompson 2006; Verlet 1985). Этот боскет был отреставрирован к 1998 году.
Боскет Родников — Колоннада

Изначально задуманный Андре Ленотром в 1678 году как простая невзрачная зелёная комната, ландшафтный архитектор расширил участок и включил в него имеющийся ручей, создав боскет где ручейки протекают среди девяти небольших островков. В 1684 году Жюль Ардуэн-Мансар полностью перестроил боскет, возведя круговой двойной перистиль из колонн ионического ордера. Получив новое название, Колоннада состояла из 32 мраморных колонн и 31 фонтана — одиночная струя воды била в каждой чаше, установленной под каждой аркой. В 1704 году добавили 3 дополнительных прохода в Колоннаду, из-за чего количество фонтанов было сокращено с 31 до 28. Знаменитая скульптурная группа в центре Колоннады на круглом пьедестале — Плутон, похищающий Прозерпину — (из Большого Заказа 1664 года) была установлена здесь в 1696 году. В наше время оригинал находится в хранилище, а в боскете его заменил муляж (Marie 1968, 1972, 1976, 1984; Thompson 2006; Verlet 1985).
Водная галерея — Античная галерея — Зал Каштанов

На месте Водной галереи (1678 год) в 1680 году была спроектирована Античная галерея чтобы разместить собрание античных статуй и копий, приобретённых Французской Академией в Риме. Центральная часть боскета была вымощена цветным камнем, её окружал канал, декорированный двадцатью статуями на пьедесталах, которые были разделены друг от друга тремя струями воды. В 1704 году галерею полностью перестроили — статуи отправили в дворец Марли, а в боскете высадили каштановые деревья — отсюда пошло и название боскета Зал Каштанов. Украшением боскета стали 8 античных бюстов и 2 статуи (Marie 1968, 1972, 1976, 1984; Thompson 2006; Verlet 1985). От первоначального декора сохранились два круглых фонтана, расположенные с двух сторон боскета.
Бальный зал

В расположенном западнее Южного партера и южнее Фонтана Латоны боскете, спроектированном Андре Ленотром и построенном в 1681—1683 годах, находится полукруглый ступенчатый каскадный водопад, служивший декорационным задником для этой зелёной комнаты. По каменным ступеням этого фонтана и ракушкам, привезённым сюда с африканских берегов и Мадагаскара, каскадами струится вода. В боскете были установлены торшеры из золочёного свинца, которые держали канделябры, освещавшие пространство вокруг. В центре боскета, легко доступный, мраморный «островок» служил для танцев, в которых Людовик XIV был признанным искусником. Музыканты рассаживались наверху каскада, а напротив был расположен амфитеатр, ступени которого выстилались газоном, что позволяло зрителям удобно сидеть. Бальный зал был торжественно открыт в 1683 году сыном Людовика XIV, Великим Дофином, на устроенном здесь балу. Бальный зал перестроили в 1707 году, при этом центральный островок убрали и устроили дополнительный вход (Marie 1968, 1972, 1976, 1984; Thompson 2006; Verlet 1985).

### Изображения боскетов
|                                                                 |                                                                              |                                                                   |                                                                     |                                                                                       |                                                                                  |
| «Вход в Лабиринт»; автор Жан Котелль, около 1693 г.             | «Внутреннее пространство боскета Лабиринт»; автор Жан Котелль, около 1693 г. | «Боскет Звезды или Водная гора»; автор Жан Котелль, около 1693 г. | «Боскет „Заводь“»; автор Жан Котелль, около 1693 г.                 | «Боскет „ Купальня Аполлона“»; автор Пьер-Дени Мартен (Мартен младший), около 1713 г. | «Боскет Остров Короля и Зеркальный бассейн»; автор Этьен Аллегрен, около 1693 г. |
|                                                                 |                                                                              |                                                                   |                                                                     |                                                                                       |                                                                                  |
| «Зал Балов или Зал Совета»; автор Этьен Аллегрен, около 1688 г. | «Боскет Водного театра — вид на сцену»; автор Жан Котелль, около 1693 г.     | «Боскет Трёх Фонтанов»; автор Жан Котелль, около 1693 г.          | «Боскет „Триумфальная Арка“»; автор Жан Котелль, около 1693 г.      | «Боскет купольных павильонов»; автор Жан Котелль, около 1693 г.                       | «Водный партер»; автор Жан Котелль, около 1693 г.                                |
|                                                                 |                                                                              |                                                                   |                                                                     |                                                                                       |                                                                                  |
| «Боскет „Энкелад“»; автор Жан Котелль, около 1693 г.            | «Колоннада»; автор Жан Котелль, около 1693 г.                                | «Античная галерея»; автор Жан Жубер, около 1693 г.                | «Бальный зал»; автор Жан Котелль, около 1693 г.                     | «Бассейн Нептуна»; автор Жан Котелль, около 1693 г.                                   | «Вид на Оранжерею»; автор Жан Котелль, около 1693 г.                             |
|                                                                 |                                                                              |                                                                   |                                                                     |                                                                                       |                                                                                  |
| «Бассейн Дракона»; автор Жан Котелль, около 1693 г.             | «Боскет Трёх Фонтанов»; автор Жан Котелль, около 1693 г.                     | "Боскет Остров Короля; автор Этьен Аллегрен, около 1693 г.        | «Водный театр — вид на амфитеатр»; автор Жан Котелль, около 1693 г. | «Оранжерея»; автор Жан Котелль, около 1693 г.                                         | «Северный партер»; автор Этьен Аллегрен, около 1693 г.                           |

|                                      |                                          |                                |                                                     | |
| Боскет «Зал Балов», современный вид. | Колоннада и статуя «Похищение Персефоны» | Грот Аполлона, современный вид | Бассейн Аполлона — Фонтан Аполлона, современный вид | «Версаль, Сад Короля» работа Раймундо де Мадрасо и Гарреты, 1914—1920, холст, масло, 17 x 30 см, Музей Ламбине |

## Пересадка садов
Как правило, в многолетних садах проводится пересадка растений (реплантация), и Версаль не является исключением из этого правила. В своей истории сады Версаля претерпевали минимум 5 существенных реплантаций, которые выполнялись как по практическим, так и по эстетическим соображениям.
Людовик XVI поручил провести пересадку садов зимой 1774—1775 годов, поскольку стало необходимо заменить множество деревьев, некоторые из которых были больны, некоторые — выросли слишком сильно. Помимо этого, поскольку формализм садов XVII века вышел из моды, данная пересадка также имела цель установить в садах Версаля новый неформальный и упрощённый стиль, который к тому же дешевле поддерживать. Однако, достичь этого не удалось, поскольку топология садов была благоприятна для французского сада, но не для сада в английском стиле. Позднее, в 1860 году, большинство старых насаждений от реплантации Людовика XVI были вырублены и заменены. В 1870 году через эту местность прошёл сильнейший ураган, повредив и вырвав деревья с корнями. После этого потребовалась существенная пересадка садов. Однако, из-за Франко-прусской войны, в результате которой были свергнуты Наполеон III и Парижская коммуна, пересадка садов так и не началась вплоть до 1883 года (Thompson, 2006).
Самые недавние пересадки садов были вызваны двумя разрушительными ураганами, которые пронеслись над Версалем в 1990 и в 1999 годах. По причине этих ураганов в Версале и в Трианоне было утрачено несколько тысяч деревьев — это был самый крупный ущерб в истории существования Версаля. В рамках реплантации у музея и правительственных структур появилась возможность реставрировать и перестроить некоторые боскеты, заброшенные во время правления Людовика XVI, например, Боскет Трёх Фонтанов, который реставрировали в 2004 году. (Thompson, 2006).
В марте 2011 года в садах были начаты работы по восстановлению южного ряда боскетов, расположенных на оси запад-восток (Боскет Королевы, Зеркальный бассейн и Сад Короля). Этот финальный проект, окончание которого намечено на март 2012 года, завершает общую программу пересадки садов, пострадавших от ураганов февраля 1990 и 1999 годов. Уцелевшие после урагана деревья сейчас чрезмерно разрослись и стали представлять серьёзную угрозу скульптурам в боскетах и посетителям. Пересадка также необходима для сохранения ландшафтной симметрии садов в направлении с севера на юг.
Вследствие естественного цикла реплантации, можно с уверенностью утверждать, что в наше время в садах не осталось деревьев, датируемых эпохой правления Людовика XIV.

## Трудности с водой
Самым большим чудом парка и садов Версаля — как тогда, так и в наши дни — являются фонтаны. Тем не менее, самый важный элемент, одушевляющий парк — вода — как оказалось стала главным бедствием парка, начиная с эпохи правления Людовика XIV.
Вода была нужна для садов Людовика XIII и местные водоёмы предоставляли её в нужном объёме. Однако после того как Людовик XIV начал расширять парк, добавляя туда новые и новые фонтаны, снабжение садов водой стало очень серьёзной проблемой.
Чтобы удовлетворить потребность парка после первых расширений при Людовике XIV, воду поднимали в сады из прудов около шато, основным источником был пруд Кланьи. Вода из пруда закачивалась в резервуар, расположенный над Гротом Фетиды, из которого снабжались фонтаны в саду при помощи гравитационной гидросистемы. В качестве других источников использовался ряд резервуаров, располагавшихся на плоскогорье Сатори к югу от шато (Verlet, 1985).
Потребление воды к 1664 году возросло настолько, что потребовались новые источники воды. В этом году Луи Лево разработал Pompe — водокачку, построенную к северу от замка. Pompe откачивала воду из пруда Кланьи при помощи системы ветряных мельниц и лошадиного привода в цистерну, размещённую внутри здания водокачки. Производительность Pompe составляла 600 м3 воды в сутки — что немного смягчило нехватку воды в садах (Thompson, 2006).
После завершения сооружения Большого Канала в 1671 году, в который отводилась вода из фонтанов парка, воду, при помощи системы ветряных мельниц, стали закачивать обратно в резервуар на крыше Грота Фетиды. Хотя такая система частично решила проблему водоснабжения, воды никогда не было достаточно для одновременной работы всех фонтанов парка на полную силу (Thompson, 2006).
Несмотря на то что появилась возможность обеспечить работу фонтанов, видимых из окон дворца, фонтаны, находящиеся в боскетах и в отдалённых уголках парка, включали только по необходимости. В 1672 году Жан-Батист Кольбер придумал систему, по которой служители фонтанов в парке свистом сигнализировали друг другу о перемещении короля, указывая, какие фонтаны необходимо было включить. Как только король проходил играющий фонтан, его выключали и служитель подавал сигнал, чтобы включали следующий фонтан (Thompson, 2006).
В 1674 году расширили водокачку Pompe — и она стала называться Grande Pompe. Насосная мощность была увеличена благодаря увеличению количества поршней, поднимавших воду. Такая модернизация позволила повысить мощность водокачки примерно до 3000 м3 воды в сутки; однако, Grande Pompe после увеличения своей мощности зачастую оставляла пруд Кланьи совсем пустым (Thompson, 2006).
Постоянно растущая потребность в воде и износ существующих систем водоснабжения стал причиной новых мер по увеличению водоснабжения Версаля. В период между 1668 и 1674 годами был предпринят проект по отклонению русла реки Бьевры в сторону Версаля. После строительства дамбы и установки насосной системы из пяти ветряных мельниц на реке, воду смогли довести в резервуары, расположенные на низменности Сатори. Это решение дополнительно принесло в парк 72 000 м3 воды (Thompson, 2006).
Однако, несмотря на дополнительную воду из Бьевры, новые проекты в садах потребовали ещё больше воды. В 1681 году был начат один из самых масштабных гидрографических проектов, затеянных в эпоху правления Людовика XIV. Вследствие близости к Версалю реки Сены, был предложен проект по поднятию воды из русла реки и доставке её в Версаль. Воспользовавшись успехом новой системы, изобретённой в 1680 году, которая поднимала воду из Сены в сады города Сен-Жермен-ан-Ле, на следующий год было начато сооружение Машины Марли.
Машина Марли была разработана для поднятия воды из Сены примерно на 100 метров от уровня реки в три этапа в Лувесьеннский акведук. На реке построили несколько гигантских водяных колёс, при помощи которых воду поднимали через систему из 64 насосов в резервуар, находившийся на уровне 48 метров выше реки. Из этого первого резервуара воду поднимали ещё на 56 метров во второй резервуар при помощи системы из 79 насосов. И, наконец, следующие 78 насосов поднимали воду в акведук, по которому воду доставляли в Версаль и в дворец Марли.
В 1685 году Машину Марли ввели в полную эксплуатацию. Однако, из-за утечек в водоводе и из-за поломок механизмов, машина позволяла доставить в сутки только 3200 м3 воды, что составляло примерно половину от расчётной мощности. Среди гостей Франции посещение машины входило в обязательную программу. Несмотря на то что сады Версаля в сутки потребляли воды больше чем весь город Париж, Машина Марли функционировала вплоть до 1817 года (Thompson, 2006).
Во времена правления Людовика XIV затраты на систему водоснабжения составляли примерно треть от всех затрат на строительные работы в Версале. И даже учитывая дополнительную воду, поставляемую Машиной Марли, фонтаны в садах могли работать только в режиме à l’ordinaire, что означало половинное давление в трубах. В этом экономичном режиме фонтаны тем не менее потребляли 12 800 м3 воды в сутки, что намного превышало возможности существовавших источников воды. Во время ‘‘Праздника фонтанов’’ — когда все фонтаны включаются на максимум — требуется свыше 10 000 м3 воды только для одной послеобеденной сессии. Именно поэтому ‘‘Праздники фонтанов’’ проводились только по особым случаям, например, по случаю визита Сиамского посольства в 1685—1686 годах (Hedin, 1992; Mercure Galant, 1685).
В 1685 году была предпринята финальная попытка решить проблему нехватки воды. В тот год было предложено отвести воду из реки Эр, протекавшей на 160 км южнее Версаля и на 26 метров выше резервуаров сада. Для этого требовалось не только прорыть канал и построить акведук, также понадобилось сооружать судоходные каналы и шлюзы, чтобы подвозить рабочую силу на главный канал. В 1685 году к работам привлекли от 9000 до 10 000 рабочих; в следующий год на сооружении канала задействовали более 20 000 солдат. В период между 1686 и 1689 годами, перед началом Девятилетней войны, десятая часть вооружённых сил Франции была привлечена к строительству канала Эр. В разгар этой войны проект остановили, и он так никогда и не был завершён. Если бы акведук был закончен, то в Версаль поступало бы около 50 000 м3 воды — более чем достаточно для решения в садах трудностей с водой (Thompson, 2006).
В наши дни музей Версаль по-прежнему испытывает трудности с водой. В ходе Праздников фонтанов вода закачивается из Большого Канала в резервуары при помощи современных насосов. Компенсация испаряющейся воды происходит за счёт дождевой воды, которую собирают в цистернах, размещённых в разных местах парка, и отводят в резервуары и в Большой Канал. Экономное расходование музеем этого природного ресурса не сказывается на снабжении города Версаля питьевой водой (Thompson, 2006).

## Инновации
В 1994 году в Версальском парке была установлена экспериментальная нефтеразведочная станция. Критерием её установки было условие, что ни одно дерево не будет вырублено или повреждено. Для эко-нейтральности применялось бурение нефтяных скважин сверхтонкого диаметра.